# NGC 6445
NGC 6445 – mgławica planetarna położona w gwiazdozbiorze Strzelca. Została odkryta 28 maja 1786 roku przez Williama Herschela.